# Tambov
Tambov (russisk: Тамбов, tr. Tambov) er en by i Tambov oblast i den sydlige del af den Den Russiske Føderation ved floden Tsna. Tambov er administrativt center i oblasten og har 289.701(2021) indbyggere. Tambov blev grundlagt i 1636 .

## Sport
- FK Tambov
- Spartak Stadion